# カシャンボ

鳥取県境港市・水木しげるロードに設置されている「カシャボ」のブロンズ像。

カシャンボまたはカシャボは、紀伊南部（現在の和歌山県）などで伝承される妖怪。

## 概要
山に移り住んだ河童が変化したものとする説が有力。
6,7歳ほどの子供程度の背丈で、頭に皿をかぶり（頭は頂部のみに頭髪を残した、いわゆる芥子坊主のようともいう）、青い衣を身に着けているといわれる一方で、犬はその姿を見ることができるが、人間の目には見えないとも言われる。人間の唾を嫌うとされる。
柳田國男は、『山島民譚集』で、河童に関する「夏は川にいて、冬は山へ籠る」生態を紹介する際、九州の、「山にいる場合も河童と称する」という話や、「冬季には山で山ワロと呼ばれるものになる」と比較し、和歌山県東牟婁郡高田村（現・新宮市）のある家では、毎年の秋、新宮川を遡って来た河童が挨拶に訪れ、姿は見えないが家に小石を投げ込んで知らせ、山へ入ってカシャンボになるという例を挙げている。
性質は河童と変わらず悪戯者で、山中で作業をしている馬を隠したり、牛小屋にいる牛に涎のようなものを吐きかけて苦しめるという。牛小屋の戸口に灰を撒いておいたところ、そこに残されていたカシャンボの足跡は水鳥のようだったという。南方熊楠は、汎世界的な妖怪祓いの儀礼で、魔物の「足型をとる」というものがあった点を指摘する際、ある村落でカシャボ（河童にこのルビが振られる）による、牛の被害があったために各農家の牛舎で灰を撒いた、という話を引いている。なお、南方はこの村落での「カシャボ」とされる悪戯は、カワウソが行った可能性があると言っている。
また、山で木を切り倒す音を出す等、音による怪異を成すとされる。
この妖怪について「青い衣を着た子供」であるとする南方は柳田國男宛書簡の中で、「馬には見えるが、人には見えない」と言っている。
和歌山県西牟婁郡富里村（現・田辺市）では、カシャンボは雪の降った翌朝に一本足の足跡を残すもので、人に相撲をとろうと持ちかけるが、唾をつけてやると勝つことができるなどと、河童と一本だたらが混同されたかのように伝承されている。
2004年（平成16年）春、和歌山県白浜町富田の田畑で謎の足跡が発見され、4本足の動物では有り得ない足跡であったことから、カシャンボの仕業と地元の新聞などで報道された。
南方は、「青い碁盤縞の着物」で7～8歳程の子供の形をするとされるカシャボの伝承が能登にあったという事例をあげ、この妖怪がかつてはもっと広い範囲に分布していた可能性を指摘している。

## 呼称
國學院大學民俗学研究会が1977年（昭和52年）に発刊した『民俗採訪』によれば、紀伊では河童のことをゴウライ、あるいは五来法師と呼び、冬の間は山篭りをしておりその間はカシャンボと呼ばれる。
石川純一郎は、夏に川で悪さをする河童「オンガラボーシ」（和歌山県西牟婁郡熊野川村）、ゴランボ（和歌山県西牟婁郡本宮町）、ドンガス（日高町）が、冬に山でカシャボになるといっている。
村上健司は、カシャボ、カシャンボの異称として、上述のヒトツダタラの他、ガシャンボウ、カシランボ、カシラを上げている。
カシャンボの名称は、悪戯者であることから「くすぐる」を意味する方言の「かしゃぐ」、火車、頭（かしら）などを由来とする説がある。

## その他のカシャンボ
いくつかの文献では、河童以外にもカシャンボとして言及している資料があり、複数の説が存在する。
- 山姥、ゴウラ
  - 東洋大学民俗研究会が1981年（昭和56年）に発刊した『南部川の民俗』では、カシャンボは夏はゴウラ、冬にはカシャンボとなり、毛深い人間のような姿のものとある[14]。また同書による別説では、山姥のこととされる[14]。
- マヘンのもの
  - 近畿民俗学会が1985年（昭和60年）に発刊した『近畿民俗』では冬は山へ、春は川へ行く移動性の魔物であることが記されている[15]。
- カシャンポ
  - 郷土研究社が1916年（大正5年）に発刊した『郷土研究』によれば、カシャンポは山に棲むもので、河童とは違うと記されている[16]。